# Xylocopa teredo
Xylocopa teredo är en biart som beskrevs av Lansdowne Guilding 1825. Xylocopa teredo ingår i släktet snickarbin, och familjen långtungebin. Inga underarter finns listade i Catalogue of Life.